# Simfonija br. 6 (Beethoven)
Pastoralna ili simfonija br. 6 u F-duru je simfonija koju je napisao Ludwig van Beethoven (opus 68). Simfonija je imala praizvedbu u Theatru an der Wien u Beču, 22. prosinca 1808., sastoji se od pet dijelova, koji svi imaju naziv. U opisu ispod navedena je dužina trajanja pojedinih dijelova na snimljenom CD-u s Amsterdamskim simfonijskim orkestrom (serija Classical Gallery). Kompletna izvedba simfonije traje oko 40 minuta.
1. Erwachen heiterer Empfindungen bei der Ankunft auf dem Lande: Allegro ma non troppo 10.28
2. Szene am Bach: Andante molto mosso 13.23
3. Lustiges Zusammensein der Landleute: Allegro 5.12
4. Gewitter, Sturm: Allegro 3.49
5. Hirtengesang. Frohe und dankbare Gefühle nach dem Sturm: Allegretto 10.35

Beethoven je bio nadahnut prirodnim osjećajima. Simfonija započinje mirnim i jačajućim dijelom koji razlučuje skladateljeve osjećaje tijekom dolaska u prirodu. Drugi dio, koji je Beethoven nazvao "Kod potoka", smatra se često jednom od njegovih najljepših skladbi. U početku se mogu čuti gudački instrumenti koji oponašaju tok vode.
Treći dio je simfonijin scherzo (tal. šala) dio koji prikazuje narod, ples i uživanje. U četvrtom dijelu, u F-molu, prikazuje se realistično nasilna oluja; koja započinje s nekoliko kapi kiše, koje s vremenom prerastaju u vrhunac ovog dijela, s grmljavinom i sjevanjem, jakim vjetrovima i pljuskovima.
Kao i drugi klasični završetci, peti dio naglašava simetričnu osmerotaktnu temu, koja u ovom slučaju predstavlja pastirske pjesme i zahvalnice. Atmosfera se nepogrešivo može protumačiti kao vesela i puna radosti. 

## Vanjske poveznice
- Full partitur o Beethovenovoj simfoni br. 6 u F-duru